# Грослот, Роберт
Роберт Грослот (нидерл. Robert Groslot; род. 9 июля 1951, Мехелен) — бельгийский пианист, композитор, дирижёр, музыкальный педагог.
Окончил Антверпенскую консерваторию как пианист, ученик Леона Флейшера и Алексиса Вейсенберга. В 1974 году выиграл международный конкурс Алессандро Касагранде в Италии, в 1978 году стал лауреатом шестой премии Международного конкурса имени королевы Елизаветы.
В исполнительской карьере, протекавшей преимущественно в 1970-е годы, выступал главным образом как камерный музыкант, участник фортепианных дуэтов с Моникой Дрёйтс и Даниэлем Блументалем, аккомпаниатор виолончелиста Рула Дилтинса и кларнетиста Вальтера Буйкенса.
Начиная с 1980-х гг. выступает в большей степени как дирижёр. С 1986 г. работал с Новофламандским симфоническим оркестром. В 1991 году основал и возглавил оркестр Il Novecento, ставший базовым коллективом ежегодной международной серии эстрадно-симфонических концертов Night of the Proms, в рамках которой Грослот постоянно выступает с множеством музыкантов, как академических, так и популярных.
Педагогическая карьера Грослота началась в Лёвене в Институте Лемменса, затем он работал в Утрехтской консерватории и Антверпенской консерватории, преподавая во всех случаях фортепиано (иногда ещё и камерный ансамбль). В 1996—2001 гг. занимал должность музыкального руководителя Антверпенской консерватории.
К композиции Грослот эпизодически обращался с конца 1970-х гг., но с гораздо большей интенсивностью занялся ею уже в XXI веке: только в 2009—2013 гг. им написано, среди прочего, 16 инструментальных концертов (довольно лаконичных, продолжительностью 15-20 минут каждый). Грослоту принадлежит также ряд транскрипций, среди них переложения клавирных пьес Доменико Скарлатти и Иоганна Себастьяна Баха для кларнета (соло или с фортепианным/оркестровым аккомпанементом), «Времена года» П. И. Чайковского для фортепиано и струнных, его же «Детский альбом» для камерного оркестра и для духового квинтета.
Кроме того, с 2001 г. Грослот выставляется как художник, работая в жанре компьютерной графики.